# Hawker Beechcraft 390 Premier
Der Hawker Beechcraft 390 Premier (früher: Raytheon 390 Premier 1) ist ein zweistrahliger Businessjet mit einer maximalen Startmasse von 5700 kg. Er besteht hauptsächlich aus kohlenstofffaserverstärktem Epoxidharz (Bienenwabenstruktur) sowie Aluminium, das an den Tragflächen Verwendung findet. Eine Ausnahme bietet die Struktur der Oberfläche der Seitenruderflosse, die aus Graphitlagen besteht. Die Mantelstromtriebwerke des Typs Williams-Rolls-Royce FJ44-2A sind am oberen Heck angeordnet, die Flügelanordnung ist als Tiefdecker zu bezeichnen. Der Rumpf hat einen runden Querschnitt mit Absenkung im Inneren, um zusätzliche Stehhöhe verfügbar zu machen. Hersteller ist heute Textron Aviation aus Wichita in Kansas.

## Geschichte
Im Jahr 1994 begann Raytheon mit der Entwicklung eines leichten Businessjets, der als Konkurrenzmuster zu Cessnas Citation-Baureihe gedacht war. Der Rollout erfolgte am 19. August 1998 und der Erstflug fand am 22. Dezember 1998 statt. Die Zulassung der FAA erfolgte nach der Erprobung von vier Maschinen am 23. März 2001. Mehr als 260 Maschinen (Stand Ende 2008) wurden ausgeliefert, darunter auch Maschinen der Weiterentwicklung Premier 1A, die am 22. September 2005 zugelassen wurde. Diese enthielt neben Verbesserungen an verschiedenen Systemen auch ein neues Kabinendesign. Das Nachfolgemuster Premier 2 mit stärkeren Williams-FJ44-3AP-Triebwerken mit 26,8 kN Schub und Winglets war für 2010 angekündigt. Diese sollte über eine höhere Geschwindigkeit, Reichweite und Nutzlast verfügen. Die Premier II sollte als Hawker 200 auf den Markt kommen und Ende 2012 in Dienst gehen. Nach der Insolvenz von Hawker Beechcraft 2012 wurde die Produktion von jet-angetriebenen Geschäftsreiseflugzeugen jedoch aufgegeben, die Entwicklung der Hawker 200 wurde eingestellt. Der Support für bereits ausgelieferte Businessjets wird von der Nachfolgegesellschaft Beechcraft Corporation weitergeführt.

## Zertifizierung
Der Raytheon 390 Premier 1 ist nach FAR 23 und FAR 36 zugelassen.

## ICAO-Bezeichnung
Der ICAO – 4 letter code für den Raytheon 390 Premier 1 lautet PRM1. Dieser Code wird zum Beispiel in einen ICAO-Flugplan eingetragen.

## Technik

### Avionik
Die Premier IA ist mit der voll integrierten Collins Pro Line 21™ Avionik (Glascockpit) ausgerüstet. Auf drei Bildschirmen werden dem Piloten alle relevanten Daten (wie elektronische Jeppesen-Karten, Wetterinformationen etc.) eingeblendet.

### Triebwerke

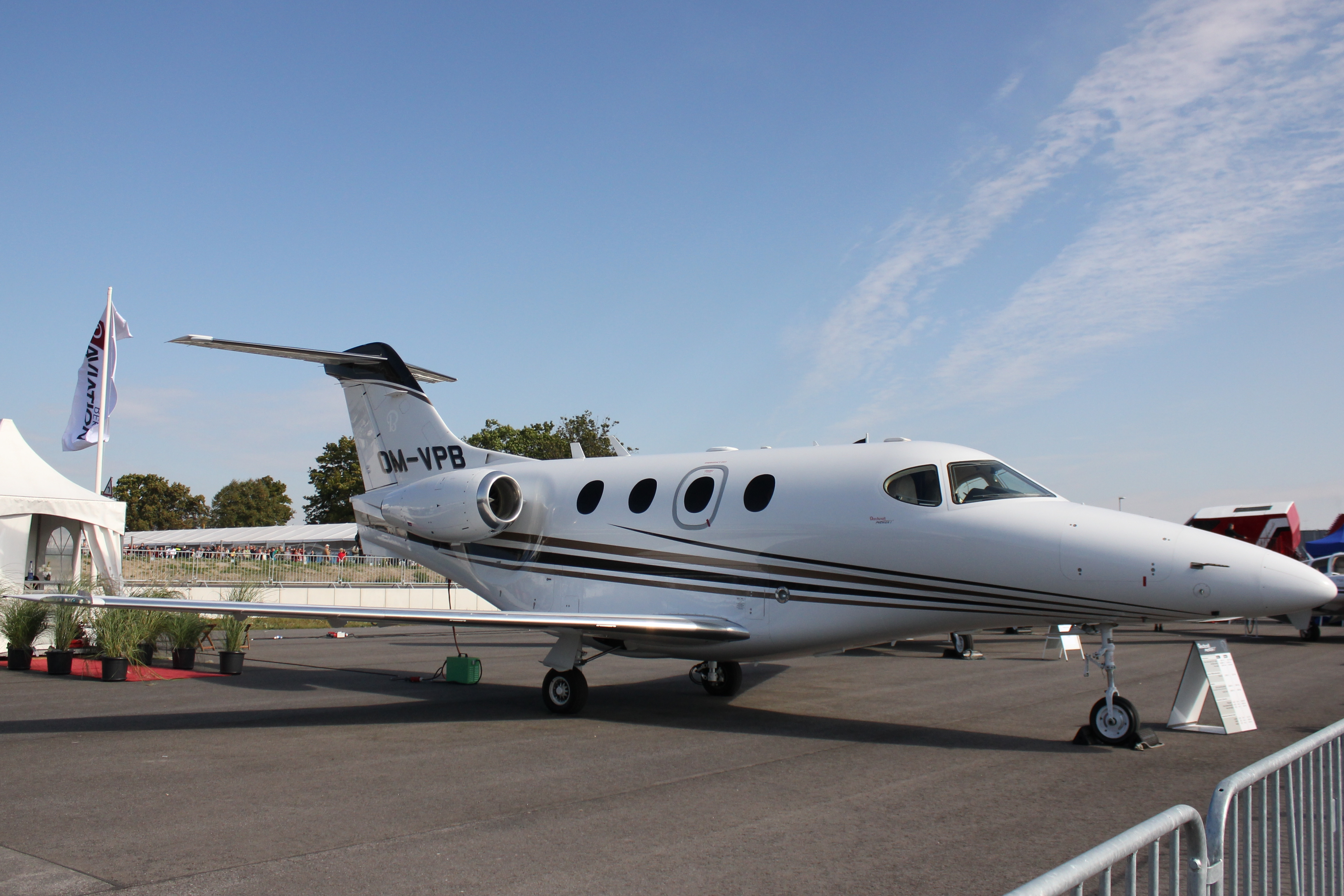
Hawker Beechcraft 390 Premier 1A auf der ILA 2012.

Die oben bezeichneten Triebwerke mit einem Take-Off Rating von 2300 lbs. Schubkraft (gleiche Werte gelten für höchsten Dauerschub und höchsten Steigflugschub) sind lt. Williams-Rolls-FJ44-2A-Wartungshandbuch für die Verwendung kommerziellen Kerosins der Sorten Jet A, Jet A-1 und JP-8 zugelassen. Zwischen zwei großen wiederkehrenden Inspektionen darf ausnahmsweise Flugbenzin ASTM D910 AVGAS 100 LL begrenzt (höchstens 5000 USGal.) eingesetzt werden.

### Fahrwerk
Das Flugzeug ist mit einem einziehbaren, dreiteiligen Landefahrwerk ausgerüstet. Das Hauptfahrwerk bedient sich eines Luft-Öl-Federbeins und wird in die zentrale Flügelstruktur eingefahren. Die Bereifung ist von der Größe H22 × 8,25-10, zwölflagig, schlauchlos. Das Frontfahrwerk hat einen Luft-Öl-Dämpfer und wird vorwärts (in Flugrichtung gesehen) in den Rumpf gezogen. Der Frontreifen ist von der Größe 18 × 4,4, sechslagig, schlauchlos. Die Premier 1 hat einen Achsstand von 17 ft. 5 in. (5,31 Meter) bei einer Spurbreite von 9 ft. 3 in. (2,82 Meter). Jedes Hauptfahrwerk hat mit einer Antiblockiervorrichtung versehene Bremsen mit unabhängig voneinander operierenden Versorgungen und ein hydraulisches Backup. Im Notfall wird das Landefahrwerk durch ein Freifallsystem und ebenfalls ein hydraulisches Backup ausgefahren.

### Flugsteuerung
Das Flugzeug ist für Einzelpilotenbetrieb (single pilot) zugelassen, verfügt aber über Doppelsteuerung für Kapitän und Copilot. Ein dreiachsiges Trimmsystem beeinflusst die Trimmung um Roll-, Gier- und Nickachse. Die Spoiler sind elektronisch gesteuert und werden hydraulisch angetrieben. Die Spoiler bieten sowohl eine Brems-, Auftriebsvernichtungs- als auch Rollunterstützungsfunktion. Die einfach geschlitzten Fowlerklappen werden elektrisch gesteuert und angetrieben.

### Tragflügel
- Flügelfläche 246,79 Quadratfuß = 22,26 Quadratmeter
- Flügelspannweite siehe unten, Außendimensionen
- mittlere aerodynamische Flügeltiefe = 5 Fuß und 6,24 Zoll (1,68 Meter)
- Flügelstreckung = 8,604
- positive V-Stellung = 2,5°
- Pfeilung: Flügelvorderkante 22,82° / Flügelhinterkante 10,97°

### Außenflügelklappen
- Außenflügelklappenfläche 2 × 10,94 Quadratfuß (2 × 0,98 m²)
- Außenflügelklappenspannweite: 9 Fuß 0 Zoll (2,74 Meter)
- mögliche Auslenkwinkel: eingefahren, 10, 20, ausgefahren

### Innenflügelklappen
- Innenflügelklappenfläche 2 × 7,00 Quadratfuß (2 × 0,63 m²)
- Innenflügelklappenspannweite: 4 Fuß 10 Zoll (1,47 Meter)
- mögliche Auslenkwinkel: siehe Außenflügelklappen

### Rolltrimmeinrichtung
- Rolltrimmungs-Flügelfläche: 2 × 0,31 Quadratfuß (2 × 0,028 m²)
- Rolltrimmungs-Flügelspannweite: 1 Fuß 6,48 Zoll (0,47 Meter)
- max. Auslenkwinkel d. Rolltrimmungs-Flügel: 20° oben … 20° unten

### Kraftstoffsystem
Das Kraftstoffsystem besteht aus einem (jeweils unabhängigen) rechten und linken Subsystem mit Vorrichtungen für den Transfer von Flugkraftstoff von einem in den anderen Tank. Jedes Subsystem beinhaltet einen „nassen“ integralen Flügeltank mit der Möglichkeit zur Tankbefüllung, Tankentleerung und Tankfüllmengenmessung sowie einem Kraftstoffspeisesystem für das zugehörige Triebwerk. Zwei Pumpen mit elektrischen Reservepumpen gehören zu den Triebwerken. Durch die in zwei Richtungen lauffähige Zahnradpumpe wird die Kraftstofftransferfähigkeit der Premier 1 erzeugt. Die wichtigsten Kraftstoffmengen sind wie folgt aufgestellt:
| Art der Kraftstoffmenge          | Schwerkraftbefüllung    | Single-Point-Befüllung  |
| -------------------------------- | ----------------------- | ----------------------- |
| Gesamtfüllmenge                  | 552,8 USGal = 3704 lbs. | 541,8 USGal = 3631 lbs. |
| Nutzbare Kraftstoffmenge         | 539,0 USGal = 3611 lbs. | 528 USGal = 3538 lbs.   |
| nicht ablassbare Kraftstoffmenge | 1,86 USGal = 12,5 lbs.  | 2,46 USGal = 16,5 lbs.  |
| nicht nutzbare Kraftstoffmenge   | 15,7 USGal = 105,2 lbs. | 16,3 USGal = 109,2 lbs. |

### Hydraulikanlage
Jedes Triebwerk treibt eine Hydraulikpumpe an, die 3000 psi (207 bar) Druck erzeugt. Dieser Druck wird von Landefahrwerk, Spoilersystem als auch dem Antiblockierbremssystem genutzt.

### Anordnung der Inneneinrichtung
Das Interieur des Flugzeugs ist in zwei Sektoren unterteilt: Cockpit und Kabine. Das Cockpit enthält einen Piloten- und einen Copilotensitz, Instrumente und Bedienboards sowie anderes Equipment (zum Beispiel Sauerstoffmasken). Die Passagierkabine enthält Sitze in verschiedenen Konfigurationsmöglichkeiten, eine Toilette, eine Gepäckablage, eine Haupteingangstür, eine Notfalltür und Ausrüstung für Passagierkomfort wie eine Art Mantelgarderobe, Kartentisch usw.

## Abmessungen, Flächen, allgemeine Daten
AußendimensionenDas Flugzeug ist 46 Fuß entsprechend 14,02 Meter lang und hat eine Spannweite von 44 Fuß und 6,0 Zoll entsprechend 13,56 Meter, die Höhe beträgt bis zu 15 Fuß und 3,6 Zoll (4,66 Meter), gemessen bei normaler Reifenbefüllung und Eintauchtiefe der Federbeine.
RumpfdimensionenLänge mit Cockpit = 18 ft. 6,7 in. (5,66 Meter)
Länge ohne Cockpit = 12 ft. 9,6 in. (3,90 Meter)
Breite = 5 ft. 6,4 in. (1,69 Meter)
Höhe = 5 ft. 5,1 in. (1,65 Meter)
Innenvoluminaca. 429 Kubikfuß (12,87 m³)
Cockpit: 97,9 Kubikfuß
Kabine: 331,5 Kubikfuß

### Technische Daten
Alle in diesem Artikel genannten Spezifikationen beziehen sich auf Baureihennummer RB-2 und folgende.
| Kenngröße             | Daten                                                                            |
| --------------------- | -------------------------------------------------------------------------------- |
| Besatzung             | 1–2                                                                              |
| Passagiere            | 6                                                                                |
| Länge                 | 14,02 m                                                                          |
| Spannweite            | 13,56 m                                                                          |
| Höhe                  | 4,67 m                                                                           |
| Flügelfläche          | 22,26 m²                                                                         |
| Flügelstreckung       | 8,604                                                                            |
| Nutzlast              | 635 kg bei Premier IA                                                            |
| Leermasse             | 3824 kg                                                                          |
| max. Startmasse       | 5670 kg                                                                          |
| Reisegeschwindigkeit  | ? km/h (861 km/h bei Premier II)                                                 |
| Höchstgeschwindigkeit | 841 km/h                                                                         |
| Dienstgipfelhöhe      | 12.497 m oder 41.000 ft (13.700 m bei Premier II)                                |
| Reichweite            | 2519 km mit maximalem Kraftstoff und 45 Minuten Reserve (2778 km bei Premier II) |
| Triebwerke            | zwei Williams-Rolls FJ44-2A mit je 10,23 kN Schub                                |